# Adam Dyczkowski
Adam Feliks Dyczkowski (ur. 17 listopada 1932 w Kętach, zm. 10 stycznia 2021 w Zielonej Górze) – polski duchowny rzymskokatolicki, doktor filozofii przyrody, biskup pomocniczy wrocławski w latach 1978–1992, biskup pomocniczy legnicki w latach 1992–1993, biskup diecezjalny zielonogórsko-gorzowski w latach 1993–2007, od 2007 biskup senior diecezji zielonogórsko-gorzowskiej.

## Życiorys
Urodził się 17 listopada 1932 w Kętach. Egzamin dojrzałości złożył w 1950 w kęckim liceum ogólnokształcącym. W latach 1952–1957 odbył studia filozoficzno-teologiczne w Metropolitalnym Wyższym Seminarium Duchownym we Wrocławiu. Święceń prezbiteratu udzielił mu 23 czerwca 1957 w archikatedrze św. Jana Chrzciciela we Wrocławiu biskup Bolesław Kominek, delegat Prymasa Polski z uprawnieniami biskupa rezydencjalnego we Wrocławiu. Dalsze studia miał odbyć za granicą, jednak władze komunistyczne odmówiły mu wydania paszportu. W latach 1957–1961 studiował więc na Sekcji Filozofii Przyrody Wydziału Filozofii Katolickiego Uniwersytetu Lubelskiego, gdzie w 1961 otrzymał magisterium z filozofii. Tamże w latach 1961–1963 kontynuował studia w zakresie filozofii przyrody. Doktorat uzyskał w 1965 na podstawie dysertacji Sposoby ustalenia sensu terminów w «Kosmologii» Selvaggiego.
W latach 1963–1971 pracował jako wikariusz w parafii archikatedralnej we Wrocławiu. Od 1965 do 1978 był duszpasterzem akademickim i kapelanem Klubu Inteligencji Katolickiej we Wrocławiu. W latach 1968–1978 pełnił funkcję prefekta w Liceum Ogólnokształcącym Sióstr Urszulanek we Wrocławiu. Od 1965 do 1992 prowadził wykłady z metafizyki, kosmologii i teodycei we wrocławskim seminarium duchownym i Studium Katechetycznym. Od 1968 do 1992 zajmował stanowisko adiunkta w Katedrze Metafizyki, Teodycei i Kosmologii Papieskiego Wydziału Teologicznego we Wrocławiu. W 1969 został pracownikiem Centralnego Ośrodka Duszpasterstwa Akademickiego. Od 1970 do 1992 był cenzorem diecezjalnym.
19 września 1978 został mianowany przez papieża Jana Pawła I biskupem pomocniczym archidiecezji wrocławskiej ze stolicą tytularną Altava. Święcenia biskupie otrzymał 26 listopada 1978 w archikatedrze św. Jana Chrzciciela we Wrocławiu. Udzielił mu ich arcybiskup metropolita wrocławski Henryk Gulbinowicz w asyście Stefana Bareły, biskupa diecezjalnego częstochowskiego, i Wincentego Urbana, biskupa pomocniczego wrocławskiego. Jako zawołanie biskupie przyjął słowa „Sursum corda” (W górę serca). W latach 1978–1992 sprawował urząd wikariusza generalnego archidiecezji. W zakresie jego obowiązków w kurii metropolitalnej znajdowały się sprawy duszpasterstwa młodzieży akademickiej, inteligencji, nauczycieli, harcerzy i środowisk zawodowych. Należał do rady kapłańskiej i kolegium konsultorów archidiecezji. W 1979 został ustanowiony kanonikiem gremialnym wrocławskiej kapituły archikatedralnej. Został ponadto przewodniczącym Dolnośląskiego Komitetu Odrodzenia Harcerstwa i członkiem Zarządu Towarzystwa Przyjaciół Ossolineum.
25 marca 1992 został przeniesiony na urząd biskupa pomocniczego nowo powstałej diecezji legnickiej. Objął funkcję wikariusza generalnego diecezji. W kurii biskupiej zajmował się duszpasterstwem rodzin, harcerzy, służby zdrowia, a także duszpasterstwem środków społecznego przekazu. Przewodniczył również radzie katechetycznej i odpowiadał za sprawy II Synodu Ogólnopolskiego w diecezji legnickiej.
17 lipca 1993 został mianowany biskupem diecezjalnym diecezji zielonogórsko-gorzowskiej. Diecezję objął kanonicznie 19 lipca 1993, a 5 września 1993 odbył ingres do katedry Wniebowzięcia Najświętszej Maryi Panny w Gorzowie Wielkopolskim, a 12 września 1993 do konkatedry św. Jadwigi w Zielonej Górze. W diecezji utworzył w 1993 Stowarzyszenie Rodzin Katolickich, a w 1994 Katolickie Stowarzyszenie Młodzieży i Akcję Katolicką, a w 2003 Archiwum Diecezjalne w Zielonej Górze. W 1994 przeprowadził Diecezjalny Kongres Rodzin, a w 1997 podejmował w Gorzowie Wielkopolskim papieża Jana Pawła II w trakcie jego VI podróży apostolskiej do Polski. W 1998 zaprosił polityków różnych opcji do Paradyża, skąd uczestnicy spotkania wystosowali list do premiera Jerzego Buzka w sprawie utworzenia województwa lubuskiego. Przyczynił się do rozpoczęcia w 2002 procesu beatyfikacyjnego biskupa Wilhelma Pluty. 29 grudnia 2007 papież Benedykt XVI przyjął jego rezygnację z obowiązków biskupa diecezjalnego diecezji zielonogórsko-gorzowskiej.
W ramach prac Episkopatu Polski był przewodniczącym Komisji ds. Duszpasterstwa Służby Zdrowia (1982–1996) i wiceprzewodniczącym Komisji ds. Duszpasterstwa Akademickiego (1980–1996). Ponadto został członkiem Komisji ds. Trzeźwości i Komisji ds. Zakonnych. W 1988 asystował podczas sakry biskupa pomocniczego wrocławskiego Jana Tyrawy.
Zmarł 10 stycznia 2021 w Zielonej Górze w następstwie powikłań po zachorowaniu na COVID-19. 26 stycznia 2021 został pochowany wraz z biskupem Antonim Stankiewiczem w krypcie katedry Wniebowzięcia Najświętszej Maryi Panny w Gorzowie Wielkopolskim.

## Odznaczenia, wyróżnienia, upamiętnienie
Postanowieniem prezydenta RP Andrzeja Dudy z 11 maja 2018 został odznaczony Krzyżem Kawalerskim Orderu Odrodzenia Polski.
W 2008 przyznano mu honorowe obywatelstwo Gorzowa Wielkopolskiego, Zielonej Góry i Głogowa, a w 2010 gminy Pszczew. W 2006 został odznaczony Odznaką Honorową za Zasługi dla Województwa Lubuskiego.
W 2011 otrzymał tytuł doktora honoris causa Uniwersytetu Zielonogórskiego. W 1991 został laureatem nagrody Kolegium Rektorów Wyższych Uczelni Wrocławia.
W 2015 został uhonorowany tytułem Zasłużony dla NSZZ „Solidarność”, a w 2019 tytułem Człowieka 30-lecia Wolnej Polski.
W 2021 jego imię nadano Archiwum Diecezjalnemu w Zielonej Górze.